# Ludów Śląski
Ludów Śląski este o arie protejată (sit de importanță comunitară — SCI) din Polonia întinsă pe o suprafață de 80,94 ha, integral pe uscat.

## Localizare
Centrul sitului Ludów Śląski este situat la coordonatele 50°51′55″N 17°00′25″E / 50.8654°N 17.0069°E.

## Înființare
Situl Ludów Śląski a fost declarat sit de importanță comunitară în octombrie 2009 pentru a proteja un număr necunoscut de specii din flora spontană și fauna sălbatică aflate în arealul zonei.

## Biodiversitate
Situată în ecoregiunea continentală, aria protejată conține 3 habitate naturale: Pajiști cu Molinia pe soluri calcaroase, turboase sau argilos-nămoloase (Molinion caeruleae), Fânețe de joasă altitudine (Alopecurus pratensis, Sanguisorba officinalis), Păduri mixte riverane de Quercus robur, Ulmus laevis și Ulmus minor, Fraxinus excelsior sau Fraxinus angustifolia, de-a lungul marilor râuri (Ulmenion minoris).
La baza desemnării sitului se află un număr nedeclarat de specii protejate.